# Луций Цецилий Метел Калв
Вижте пояснителната страница за други личности с името Луций Цецилий Метел.
Луций Цецилий Метел Калв (на латински: Lucius Caecilius Metellus Calvus) e политик на Римската република през 2 век пр.н.е.
Той е син на Квинт Цецилий Метел (консул 206 пр.н.е.) и брат на Квинт Цецилий Метел Македоник.
Първо той е претор, през 142 пр.н.е. e избран за консул заедно с Квинт Фабий Максим Сервилиан и е управител на Испания и се сражава с лузитанския вожд Вириат. Започва строежа на Виа Цецилия. През 141 пр.н.е. става проконсул на Цизалпийска Галия.
През 140/139 пр.н.е. е легат и пратеник със Сципион Емилиан и Спурий Мумий в Египет и Гърция.
Той е баща на Луций Цецилий Метел Далматик и Квинт Цецилий Метел Нумидийски, които стават също консули и на Цецилия Метела Калва, която се омъжва за Луций Лициний Лукул (претор 104 пр.н.е. и син на Луций Лициний Лукул) и е майка на Луций Лициний Лукул (консул 74 пр.н.е.) и Марк Теренций Варон Лукул (консул 73 пр.н.е.).